# Udviklingshæmning
Udviklingshæmning betegner en mangelfuld intellektuel og/eller psykisk udvikling, hvis årsag er medfødt eller optræder i den tidligste barndom. Defekterne ses oftest tydeligst, når den udviklingshæmmede skal ræsonnere, men der kan også være tydelige følelsesmæssige, sociale  og adfærdsmæssige mangler.
Andre betegnelser for udviklingshæmmning er oligofreni, mental retardering, indlæringsvanskeligheder eller vidtgående psykisk udviklingshæmning. Tidligere blev begreberne tåbe, idiot, åndssvag og senest evnesvag brugt om de udviklingshæmmede, men pga. at ordet blev et skældsord, skiftede det til udviklingshæmmede.
Udviklingshæmmede kan deles efter sværhedsgrad:
- Lettere grad (debilitet) – intelligenskvotient (IQ) ca. 50-69.
- Middelsvær grad (lettere imbecilitet) – IQ ca. 35-49.
- Sværere grad (sværere imbecilitet) – IQ ca. 20-34.
- Sværeste grad (dyb udviklingshæmning, mental alder under 3 år) – IQ under 20. [2]